# Валь-Бюек-Меуж
Валь-Бюек-Меуж (фр. Val Buëch-Méouge) — муніципалітет у Франції, у регіоні Прованс — Альпи — Лазурний Берег, департамент Верхні Альпи. Валь-Бюек-Меуж утворено 1 січня 2016 року шляхом злиття муніципалітетів Антонав, Шатонеф-де-Шабр i Риб'є. Адміністративним центром муніципалітету є Риб'є. Населення — 1319 осіб (01.01.2021).